# 和田拓也 (格闘家)
和田 拓也（わだ たくや、1978年2月14日 - ）は、日本の男性総合格闘家、プロレスラー。東京都大田区出身。フリーランス。サンボ。元ウェルター級キング・オブ・パンクラシスト。日本のサンボの主要大会（全日本サンボ選手権、全日本学生サンボ選手権、全日本サンボ団体選手権、関東選抜サンボ選手権）のタイトル保持者でもある。

## 来歴
小中学生時代からプロレスラーに憧れ、自由ヶ丘学園高等学校に進学しレスリング部に入部。在学中にプロレスから徐々に格闘技に興味を持ち、パンクラス入門を目指し卒業後にスポーツ会館サンボスクールに入会。パンクラスの入門テストは身長体重が足りなかった為、書類選考で不合格になり階級制がある修斗を目指す事になる。サンボやコンバットレスリング、アマチュアリングス、アマ修斗などで実績を積み1999年7月16日に修斗でプロデビュー。
2000年3月18日、フランスで開催されたGolden Trophy 2000の75kg級トーナメントで優勝を果たした。
2002年10月1日付けで竹内出と共に、SHOOTO GYM K'z FACTORYからSKアブソリュートに移籍。10月4日に修斗プロライセンス返上を修斗コミッションに通達し、10月7日付けで受理された。
2002年11月30日、初出場となったパンクラスで伊藤崇文と対戦し、判定負けを喫した。
2003年12月5日、神奈川県横浜赤レンガ倉庫で開催されたGCM The CONTENDERS-Q"の準決勝で朝日昇（東京イエローマンズ）＆加藤鉄史（PUREBRED大宮）組と和田拓也（SKアブソリュート）＆若林次郎（SKアブソリュート）組が対戦し、和田拓也のアームロックで朝日昇に試合残り時間ラスト8秒で一本勝ち。
和田拓也は日本人で唯一、朝日昇に一本勝ちした選手である。
2004年2月27日、フロリダ州で開催されたAFCでジョルジ・サンチアゴと対戦し、腕ひしぎ十字固めで一本負けを喫した。
2006年9月16日、PANCRASE 2006 BLOW TOURでカーロス・コンディットと対戦し、チキンウィングアームロックで一本負け。
2007年2月17日、BodogFightでスティーブン・ヘイグと対戦し、チョークスリーパーで一本負けを喫した。
2007年4月15日、アブダビコンバット日本予選77kg未満級に出場するも、準決勝で敗退した。
2007年10月14日、パンクラスでキム・ヒュンクワンと対戦。2Rにバッティングにより両者ともカットし、ヒュンクワンの傷口が深くドクターストップ。2R1分40秒時点まで試合内容で2-0の判定勝ちとなったものの、翌2008年5月になってノーコンテストに裁定が変更された。
2008年4月27日、ウェルター級暫定キング・オブ・パンクラス決定戦でジェイソン・パラチオスと対戦し、判定勝ちを収め暫定王座獲得に成功した。
2008年10月26日、ノンタイトル戦で鳥生将大と対戦。キャリアの短い鳥生に判定ドローに持ち込まれた。
2008年12月7日、ウェルター級キング・オブ・パンクラス決定戦で鳥生将大と再戦し、判定勝ちを収め王座獲得に成功した。
2009年4月5日、防衛戦で岩見谷智義と対戦し、判定勝ちを収め初防衛に成功した。
2009年10月25日、日本デビュー戦となった宇良健吾と対戦し、判定ドロー。
2009年11月23日、修斗で行われた修斗 vs. パンクラスの対抗戦で山下志功と対戦し、スリーパーホールドで一本勝ちを収めた。
2010年4月29日に次期挑戦者決定戦に勝利した宇良健吾とタイトルマッチで対戦予定であったが、「宇良との再戦はモチベーションが上がらないので辞退したい」として4月29日付けでウェルター級キング・オブ・パンクラス王座を返上した。5月21日、SRC参戦が発表された。

### SRC
2010年6月20日、SRC13のウェルター級グランプリシリーズ1回戦でイ・ジェソンと対戦し、2-1の判定勝ち。10月30日、SRC15のウェルター級グランプリシリーズ準決勝で中村K太郎と対戦し、パウンドによりギブアップ負けを喫した。
2011年より競輪選手を目指し格闘技を引退。
日本競輪学校103回生入学適性試験を受験し最終選考で不合格になり、競輪選手を断念。

### プロレス
2015年6月27日、ハードヒット・ベイサイド横浜大会で全日本プロレスの青木篤志を相手に復帰しプロレスデビュー。
2016年5月21日、全日本プロレス横浜大会に初参戦。同団体に所属する青木篤志は中学時代からの同級生。7月2日、川村亮デビュー10周年興行「川村SOUL」では青木篤志とタッグを組み、鈴木陽一＆杉江“アマゾン”大輔組と対戦した（エキシビジョンマッチ扱い）。
12月29日、ハードヒットに参戦し高山善廣と対戦。
2017年3月25日、ハードヒットに参戦し勝村周一朗と対戦。引き分ける。
2018年7月7日、ハードヒット横浜大会で高橋義生と対戦。
アームロックで1本勝ちした。
2018年10月28日、ニコプロpresentsハードヒット「君の寝技に恋してる」で行われた第1回「THE IRON WRESTLER TOURNAMENT」において、桜井隆多、松本崇寿を下しトーナメント優勝。
2020年8月29日、富士通スタジアム川崎で行われたKING OF HardHit1回戦で飯塚優に勝利。12月27日、新木場で行われたKING of HARD HIT tournament準決勝で松本崇寿に勝利し、同日行われた決勝戦で関根シュレック秀樹を膝十字固めで下し優勝する。
2022年12月14日、GLEATが開催したGLEAT MMA Ver.0で12年ぶりに総合格闘技に復帰。田中稔と対戦し、肘打ち連打からのレフェリーストップで勝利。
2023年7月9日、ガンバレ☆プロレスが開催した大田区総合体育館『WRESTLE SEKIGAHARA II』で勝村周一朗とタッグを組み、【変態パンチドランカー】佐藤光留＆前口太尊を破ってスピリット・オブ・ガンバレ世界タッグ王座（SOGタッグ王座）戴冠、第２代王者となる。

## 戦績

### 総合格闘技
| 総合格闘技 戦績 | 総合格闘技 戦績 | 総合格闘技 戦績 | 総合格闘技 戦績 | 総合格闘技 戦績 | 総合格闘技 戦績 | 総合格闘技 戦績 |
| --------------- | --------------- | --------------- | --------------- | --------------- | --------------- | --------------- |
| 41 試合         | (T)KO           | 一本            | 判定            | その他          | 引き分け        | 無効試合        |
| 21 勝           | 1               | 6               | 14              | 0               | 10              | 1               |
| 9 敗            | 0               | 6               | 3               | 0               | 10              | 1               |

| 勝敗 | 対戦相手               | 試合結果                               | 大会名                                                                              | 開催年月日     |
| ○    | 田中稔                 | 1R 1:37 TKO（肘打ち連打）              | GLEAT MMA Ver.0                                                                     | 2022年12月14日 |
| ×    | 中村K太郎              | 1R 3:30 ギブアップ（パウンド）         | SRC15 【ウェルター級グランプリシリーズ2010 準決勝】                                 | 2010年10月30日 |
| ○    | イ・ジェソン           | 5分3R終了 判定2-1                      | SRC13 【ウェルター級グランプリシリーズ2010 1回戦】                                  | 2010年6月20日  |
| ○    | 山下志功               | 3R 4:26 スリーパーホールド             | 修斗 REVOLUTIONARY EXCHANGES 3                                                      | 2009年11月23日 |
| △    | 宇良健吾               | 5分2R終了 判定0-0                      | PANCRASE 2009 CHANGING TOUR                                                         | 2009年10月25日 |
| ○    | 岩見谷智義             | 5分3R終了 判定2-0                      | PANCRASE 2009 CHANGING TOUR 【ウェルター級キング・オブ・パンクラス タイトルマッチ】 | 2009年4月5日   |
| ○    | 鳥生将大               | 5分3R終了 判定3-0                      | PANCRASE 2008 SHINING TOUR 【ウェルター級キング・オブ・パンクラス決定戦】           | 2008年12月7日  |
| △    | 鳥生将大               | 5分2R終了 判定1-0                      | PANCRASE 2008 SHINING TOUR                                                          | 2008年10月26日 |
| ○    | ジェイソン・パラチオス | 5分3R終了 判定3-0                      | PANCRASE 2008 SHINING TOUR 【ウェルター級暫定キング・オブ・パンクラス決定戦】       | 2008年4月27日  |
| ○    | 梁正基                 | 5分2R終了 判定3-0                      | PANCRASE 2007 RISING TOUR                                                           | 2007年11月28日 |
| －   | キム・ヒュンクワン     | 2R 1:40 ノーコンテスト（バッティング） | PANCRASE 2007 RISING TOUR                                                           | 2007年10月14日 |
| ○    | 山田崇太郎             | 5分2R終了 判定3-0                      | PANCRASE 2007 RISING TOUR                                                           | 2007年4月27日  |
| ×    | スティーブン・へイグ   | 3R 1:37 チョークスリーパー             | BodogFight: Costa Rica Combat                                                       | 2007年2月17日  |
| ○    | ヨシロックT            | 1R 4:22 チョークスリーパー             | PANCRASE 2006 BLOW TOUR                                                             | 2006年12月2日  |
| ×    | カーロス・コンディット | 3R 4:22 チキンウィングアームロック     | PANCRASE 2006 BLOW TOUR                                                             | 2006年9月16日  |
| △    | 小路伸亮               | 5分2R終了 判定1-0                      | PANCRASE 2006 BLOW TOUR                                                             | 2006年4月9日   |
| ×    | 弘中邦佳               | 1R 4:29 三角絞め                       | D.O.G IV                                                                            | 2005年12月11日 |
| ○    | 倉持昌和               | 5分2R終了 判定3-0                      | PANCRASE 2005 SPIRAL TOUR                                                           | 2005年8月27日  |
| △    | 星野勇二               | 5分2R終了 判定0-1                      | D.O.G II                                                                            | 2005年6月11日  |
| △    | 長岡弘樹               | 5分2R終了 判定1-0                      | PANCRASE 2005 SPIRAL TOUR                                                           | 2005年3月6日   |
| ×    | 井上克也               | 5分3R終了 判定0-3                      | PANCRASE 2004 BRAVE TOUR                                                            | 2004年9月24日  |
| ○    | 門馬秀貴               | 5分3R終了 判定2-0                      | PANCRASE 2004 BRAVE TOUR                                                            | 2004年5月28日  |
| ×    | ジョルジ・サンチアゴ   | 1R 1:52 腕ひしぎ十字固め               | Absolute Fighting Championships 7                                                   | 2004年2月27日  |
| ○    | 小沢稔                 | 5分2R終了 判定3-0                      | PANCRASE 2003 HYBRID TOUR                                                           | 2003年10月31日 |
| △    | 芹沢健一               | 5分3R終了 判定1-1                      | PANCRASE 2003 HYBRID TOUR                                                           | 2003年6月7日   |
| △    | 北岡悟                 | 5分2R終了 判定0-0                      | PANCRASE 2003 HYBRID TOUR                                                           | 2003年4月12日  |
| △    | 大石幸史               | 5分2R終了 判定0-1                      | PANCRASE 2003 HYBRID TOUR                                                           | 2003年1月26日  |
| ×    | 伊藤崇文               | 5分3R終了 判定0-3                      | PANCRASE 2002 SPIRIT TOUR                                                           | 2002年11月30日 |
| ×    | デイブ・ストラッサー   | 5分3R終了 判定1-2                      | 修斗 TREASURE HUNT 06                                                               | 2002年5月5日   |
| ○    | 池本誠知               | 5分3R終了 判定3-0                      | 修斗                                                                                | 2002年2月11日  |
| ×    | 中尾受太郎             | 1R 4:07 三角絞め                       | 修斗 SHOOTO TO THE TOP -THE FINAL ACT-                                              | 2001年12月16日 |
| ○    | ジェイ・バック         | 5分2R終了 判定2-0                      | 修斗 SHOOTO TO THE TOP                                                              | 2001年9月27日  |
| ○    | ザ・ばばんば           | 5分2R終了 判定3-0                      | 修斗 SHOOTO TO THE TOP                                                              | 2001年6月30日  |
| ○    | セドリック・ライブス   | 1R 1:02 ヒールホールド                 | Golden Trophy 2001                                                                  | 2001年3月1日   |
| ○    | ラフロス・ラロス       | 5分2R終了 判定3-0                      | 修斗 R.E.A.D. 〜2000 SHOOTO〜                                                       | 2000年11月12日 |
| △    | 楠勇次                 | 5分2R終了 判定0-1                      | 修斗 R.E.A.D. 〜2000 SHOOTO〜                                                       | 2000年8月27日  |
| △    | 池本誠知               | 5分2R終了 判定1-0                      | 修斗 R.E.A.D. 〜2000 SHOOTO〜                                                       | 2000年5月22日  |
| ○    | ボリス・ヴィアール     | チョーク                               | Golden Trophy 2000 【75kg級トーナメント 決勝】                                      | 2000年3月18日  |
| ○    | ディディエ・リュッツ   | チキンウィングアームロック             | Golden Trophy 2000 【75kg級トーナメント 準決勝】                                    | 2000年3月18日  |
| ○    | ロゼール・ルタパン     | ヒールホールド                         | Golden Trophy 2000 【75kg級トーナメント 1回戦】                                     | 2000年3月18日  |
| ○    | 川勝将軍               | 5分2R終了 判定2-0                      | III 修斗 the Renaxis 1999                                                           | 1999年7月16日  |

### グラップリング
| 勝敗 | 対戦相手   | 試合結果          | 大会名                                               | 開催年月日     |
| ×    | 山田崇太郎 | ポイント1-(-1)    | ADCC 2007 JAPAN TRIAL 最終予選 【77kg未満級 準決勝】 | 2007年4月15日  |
| ○    | 山崎昭博   | ポイント3-0       | ADCC 2007 JAPAN TRIAL 最終予選 【77kg未満級 1回戦】  | 2007年4月15日  |
| ○    | 吉本収     | 1R ヒールホールド | The CONTENDERS 2                                     | 1999年10月17日 |

## 獲得タイトル
- 第5回全日本コンバットレスリング選手権 76kg級 優勝（1999年）
- アマチュアリングス 70kg級 優勝（1997年）
- Golden Trophy 2000 75kg級トーナメント 優勝（2000年）
- 暫定ウェルター級キング・オブ・パンクラス王座（2008年）
- 第4代ウェルター級キング・オブ・パンクラス王座（2008年）
- 全日本サンボ選手権 82kg級 優勝 （2008年）
- スピリット・オブ・ガンバレ世界タッグ王座（第2代、パートナーは勝村周一朗）

## 人物
- 大のジョジョの奇妙な冒険好きである。
- 1人で観に行くくらい競輪ファンである。
- 朝は一杯の珈琲から始まる男である。
- 銭湯をこよなく愛する男である。
- ロケ地めぐりをするほど小泉今日子の大ファンである。
- ケツメイシ・サザンオールスターズ・Mr.Childrenの大ファンでもある。
- 小学5年生の時、絵画で都知事賞を受賞したことがある。
- また生き物全てが大好きで動物園・水族館・野鳥公園への出没率が高い。